# 莫拉加 (加利福尼亚州)
莫拉加（英語：Moraga），是美国加利福尼亚州康特拉科斯塔县下属的一个城市。于1974年11月13日建市。城市面积约为24.4平方公里，根据2010年美国人口普查，该市有人口16,016人。